# 瓦乡人
瓦乡人是中華人民共和國境內的一個未識別民族，自称“话乡”（IPA:/wa33 ɕioŋ55/），操瓦乡話。他们在穿着、饮食、居住、耕作等风俗习惯方面与当地汉、苗、土家等民族存在很大差异。

## 人口与分佈
瓦乡人，自称“话乡”（和苗族的自称Ghao Xong不同），是中國一個未識別民族，人口约40万。目前學術界普遍的看法和官方的看法认为瓦乡人的主要语言瓦乡话属于汉藏语系汉语族，是一种非常古老而独特的语言。瓦鄉人的母語是瓦鄉話，但對外交流時使用西南官話或湘语辰溆話（当地人称“始客话”）。瓦乡族主要分佈在中華人民共和國湖南省沅陵縣西南部及泸溪的上堡、桑植、辰溪的船溪驿，溆浦与渭溪相连的地方，古丈、龙山、永顺等地与沅陵交界的地带，以及城步地区南山牧场的部分区域。

## 民族劃分
大部份劃分苗族，部分劃成土家族（八十年代国家出台民族优惠政策后改的）或漢族。但不論是劃分成苗族、土家族或漢族，大都對瓦乡族有一定認同，也都希望更改民族類別并建立瓦乡族自治州。

## 習俗
- 跳香节

每年的农历十月初一到十五是瓦乡人的传统跳香季节，跳香时由村民请“老法司”到本村殿上做“法式”。据当地第201代跳香传人、“老法司”唐守业介绍，每一场法式，有一个音调，韵律、节拍不同，念的咒语也各异，唱的歌用的语言大都是瓦乡话。

## 名人
- 宋祖英：母為苗族，其父亲為瓦乡人。

### 引用
1. ↑  參見《中國語言地圖集》A1“中國語言圖”，A2“中國漢語方言圖”，B8“東南漢語方言圖”，B11“江西省和湖南省的漢語方言”

### 书籍
- 中國社會科學院：《中國語言地圖集》．香港：朗文出版（遠東）有限公司，1987．ISBN 9780582999039